# Alcyonium muricatum
Alcyonium muricatum is een zachte koraalsoort uit de familie Alcyoniidae. De koraalsoort komt uit het geslacht Alcyonium. Alcyonium muricatum werd in 1950 voor het eerst wetenschappelijk beschreven door Yamada. 